# Majdan Nezalezjnosti

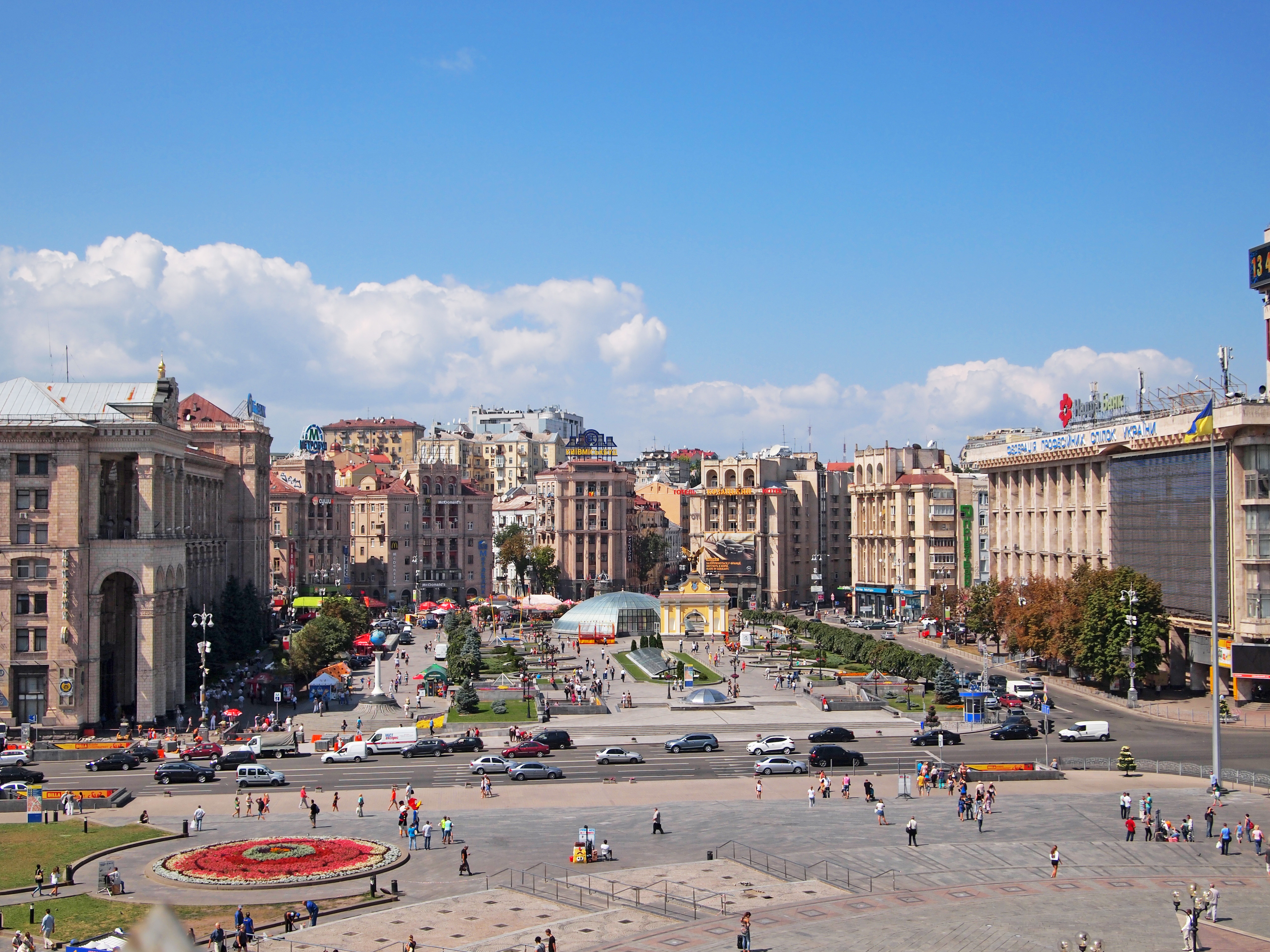
Majdan Nezalezjnosti
augustus 2013

Majdan Nezalezjnosti (Oekraïens: Майдан Незалежності), letterlijk het Onafhankelijkheidsplein, is het centrale plein van Kiev, de hoofdstad van Oekraïne. Het plein ligt aan de Chresjtsjatykstraat.
Het plein is in de loop van de geschiedenis onder vele namen bekend geweest. Het vroeger moerassige gebied droeg vanaf 1869 de naam Chresjtsjatyka plosjtsja, Kruisplein. Na 1876 heette het Doemska plosjtsja, naar het dat jaar opgeleverde parlementsgebouw. In de periode van de Oekraïense SSR heette het aanvankelijk Sovjetplein en vanaf 1935 Kalininplein, ter ere van Michail Kalinin. De Duitsers doopten het tijdens de bezetting om tot Platz des 19. Septembers, naar de dag dat zij Kiev veroverden. De huidige naam is in gebruik sinds Oekraïne in 1991 een onafhankelijke staat is. Het wordt vaak kortweg Maidan genoemd.
Het aanzien van het plein is in de geschiedenis een aantal maal veranderd. In de jaren 1830 verschenen de eerste houten gebouwen, in de jaren 1850 de eerste stenen bouwwerken. In de jaren daarna zou het plein profiteren van de economische groei van het Russische Rijk in het algemeen en Kiev in het bijzonder. Tussen 1913 en 1917 stond er een standbeeld van Pjotr Stolypin. Tijdens de Tweede Wereldoorlog werd het plein en de omgeving door het Rode Leger opgeblazen. Dit gebeurde in september 1941, toen de Duitsers de stad hadden veroverd; de ontploffingen werden vanaf een afstand van vierhonderd kilometer in werking gezet. Na de oorlog werd het plein herbouwd, nu in de stijl van de Stalinistische architectuur. In 2002 vond er een renovatie plaats. Momenteel zijn er plannen om het plein verder te vernieuwen. De bouw van een futuristische wolkenkrabber speelt in deze plannen de hoofdrol.
Het Onafhankelijkheidsplein is in de recente geschiedenis van Oekraïne het toneel geweest van hevige protesten en politieke manifestaties, waaronder de Oranjerevolutie (2004-2005), de Euromaidan-protesten (2013-2014) en de daaruit voortgevloeide Revolutie van de Waardigheid (2014).

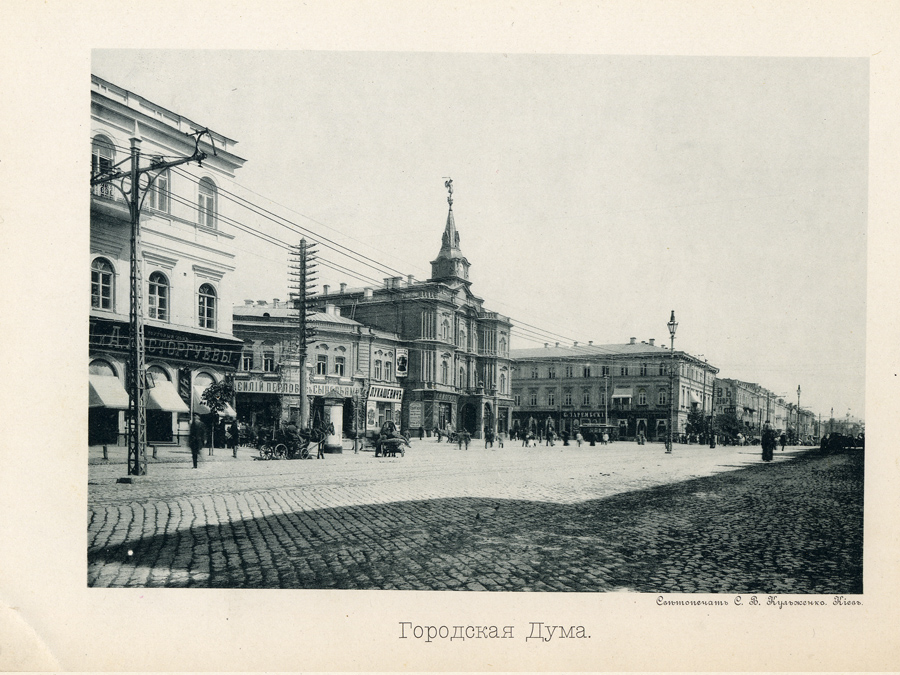
begin 20ste eeuw
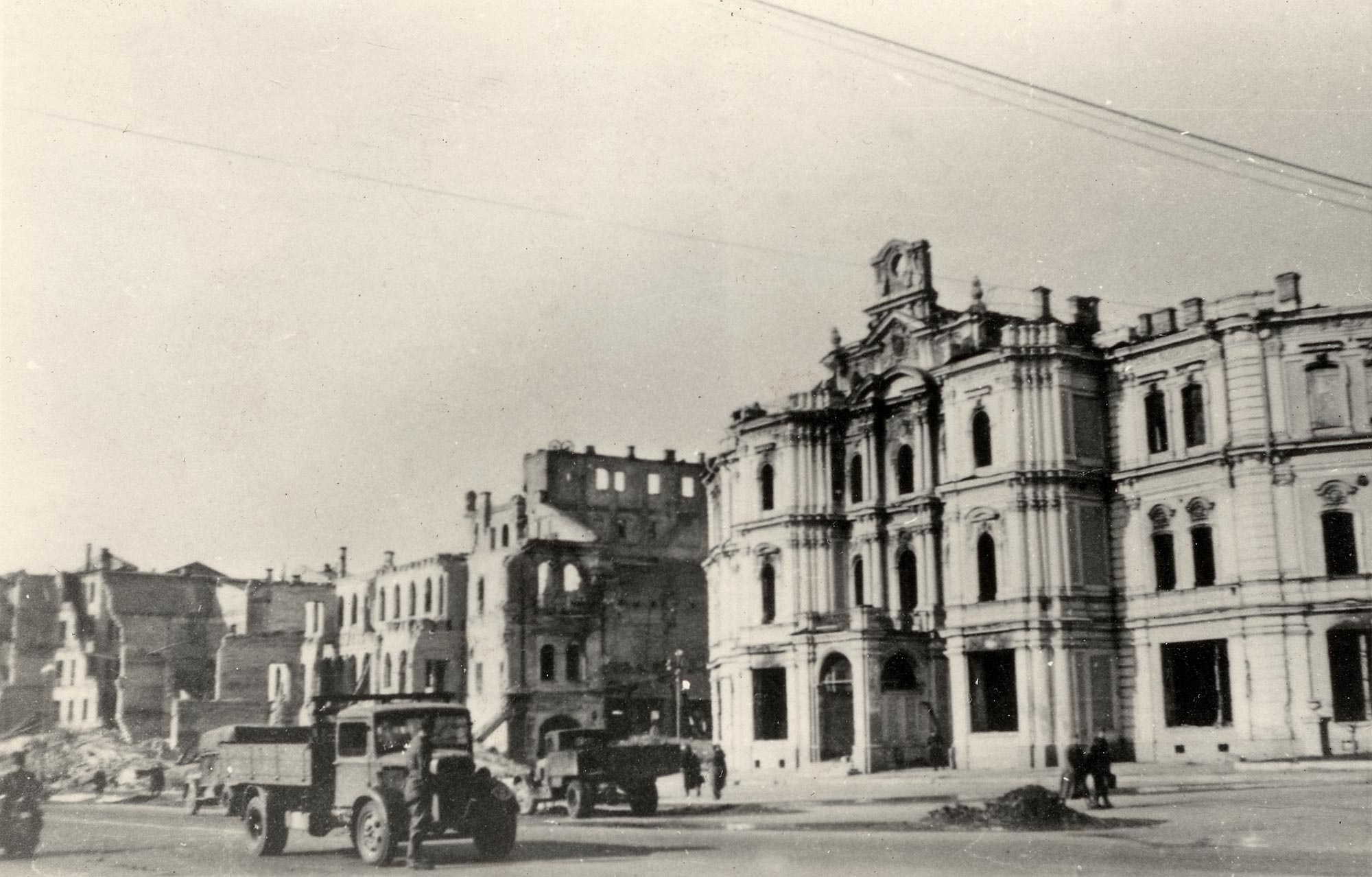
zomer 1941
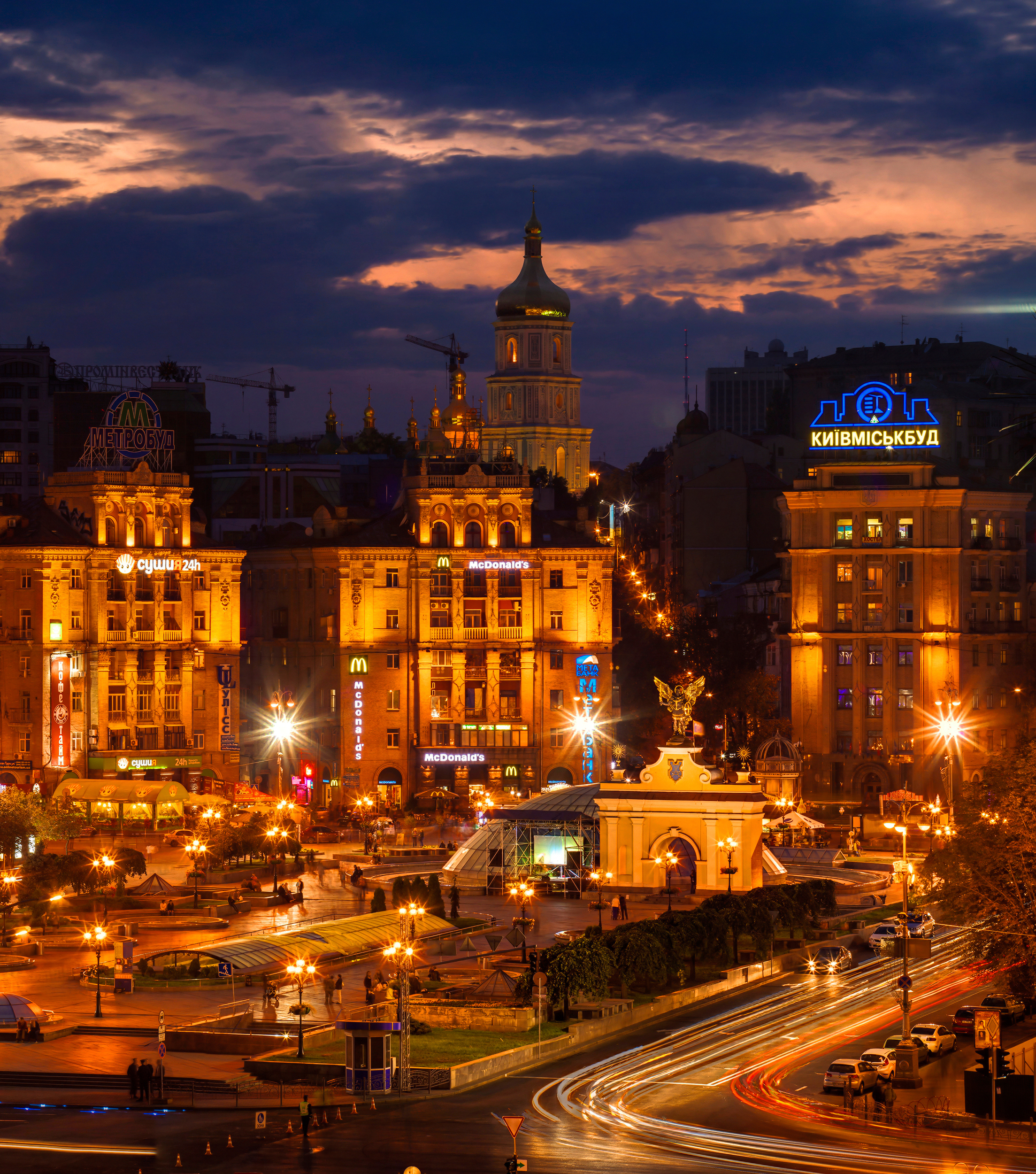
2014
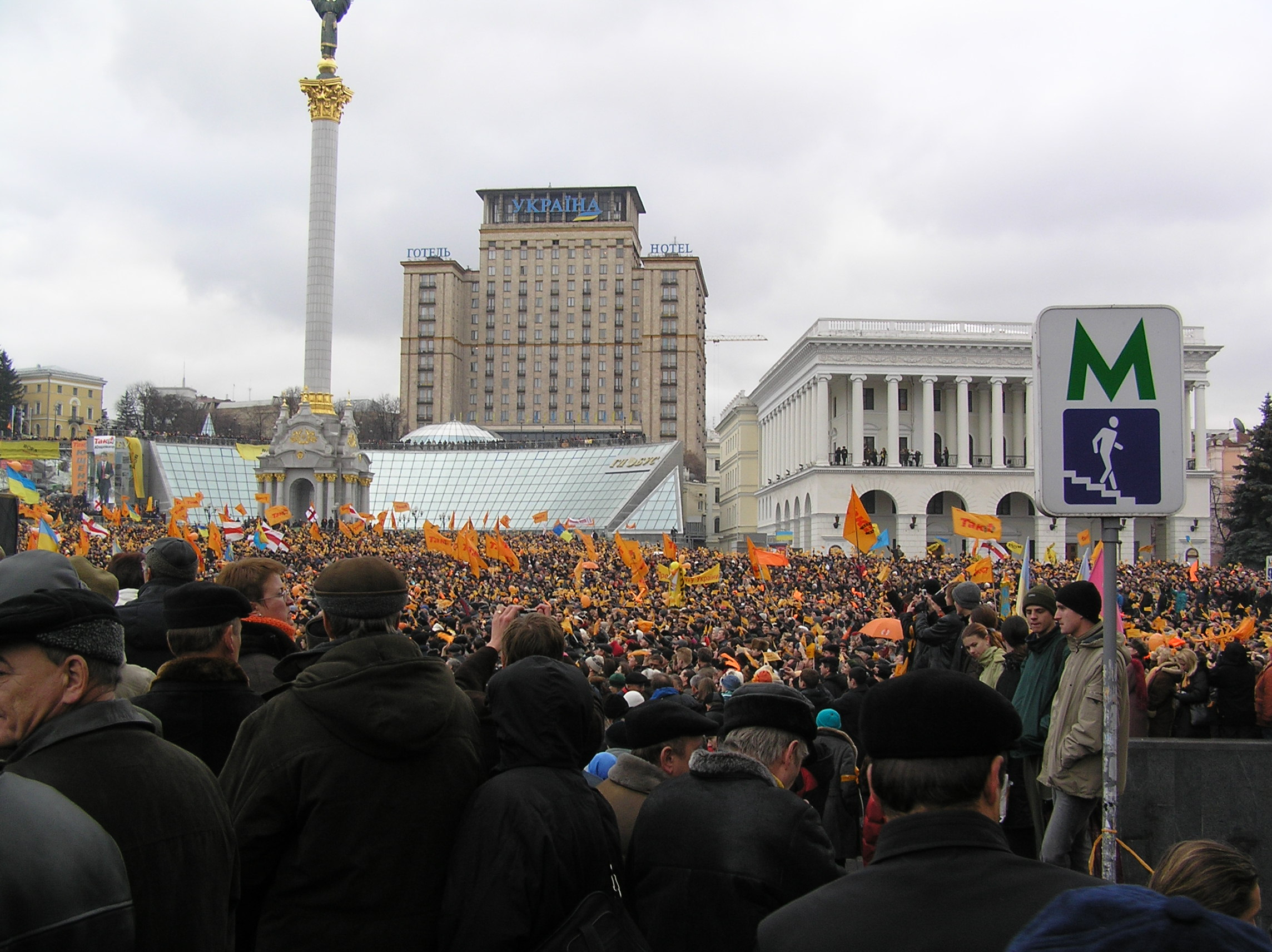
Majdan tijdens de Oranjerevolutie
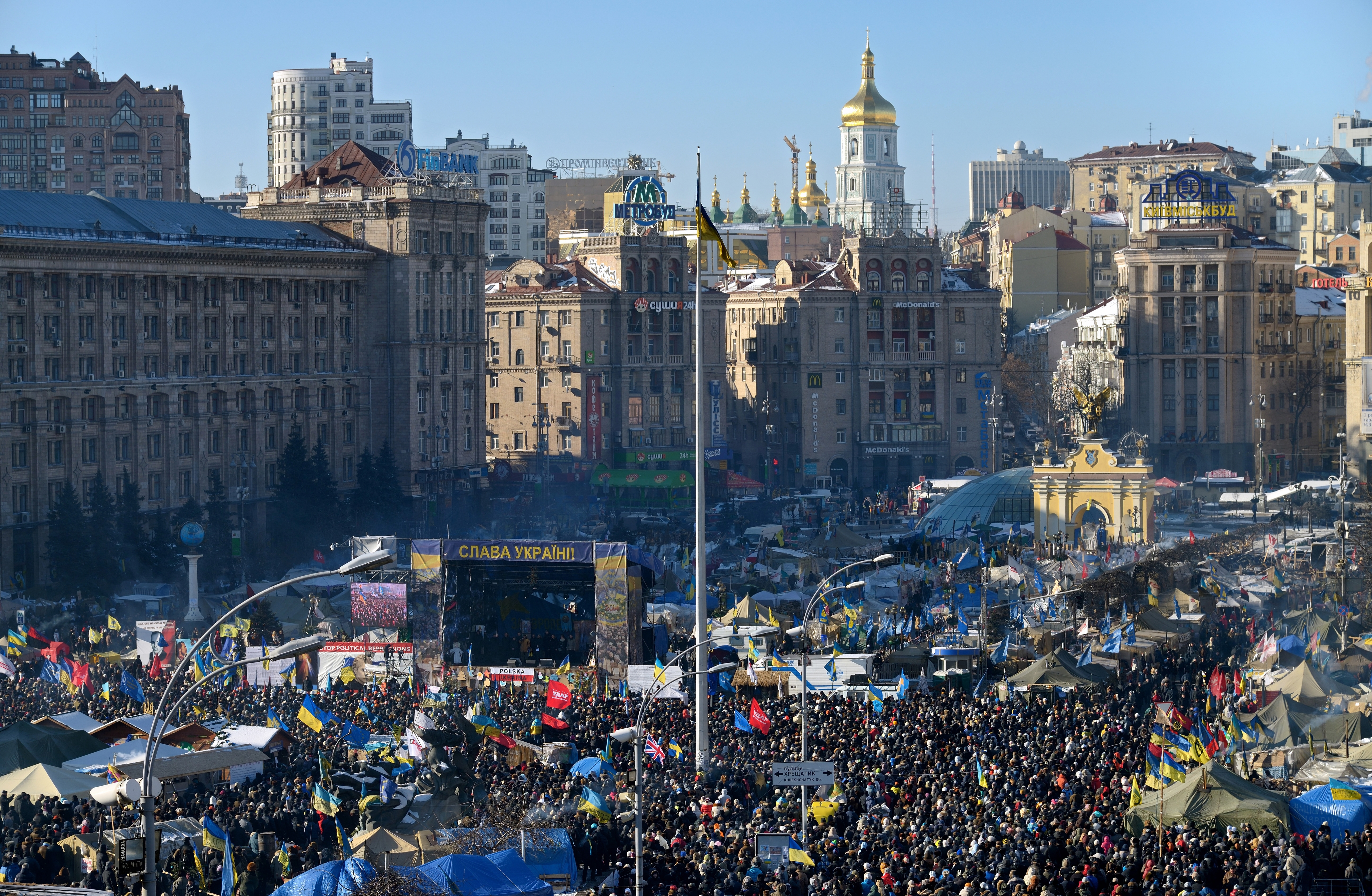
Euromajdan